# Тоант
Тоант (грч. Θώας) је у грчкој митологији било име више личности.

## Етимологија
Име Тоант има значење „силовити“ или „хитри“.

## Митологија
- Према Аполодору, Икаријев и Перибејин или Поликастин син[2] и Пенелопин брат.[3]

- У Хомеровој „Илијади“, али и према Аполодору, Хигину, Паусанији и Вергилијевој „Енејиди“, био је краљ Плеурона и Калидона. Пошто је био један од просилаца лепе Хелене, водио је Етољане против Тројанаца у тројанском рату, а био је и један од јунака сакривених у тројанском коњу.[4] У рату се истакао не само јунаштвом, већ и речитошћу. Након разарања Троје, вратио се у домовину. Неколико година касније, стигао му је Одисеј, који је по Неоптелемовој одлуци морао да напусти Итаку,[5] због масакра који је починио над просиоцима своје супруге Пенелопе.[4] Одисеј се оженио Тоантовом кћерком и са њом имао сина Леонтофона.[2] Овај Тоант је био син Андремона и Енејине кћерке Горге.[5]

- Био је син Диониса и Аријадне (или Бористена[2]) и владао је острвом Лемном, све док жене са острва нису решиле да казне своје мужеве због неверства па су их све убиле. Њега је спасила кћерка Хипсипила (коју је имао са Мирином)[5] сакривши га у ковчег кога је бацила у море и пустила га да отплута. Након извесног времена он је спашен и извучен из мора.[6] Тоант је или пребегао свом сину Сикину (кога је имао са нимфом Енојом) на острво Сикин или у Тауриду.[5] Неки извори наводе да су га убили Орест и Хрис.[2] Према Роберту Гревсу, овај Тоант се понекад називао Тезејевим сином, јер је био херој острва Лемно, које је било у савезу са Атином.[1]

- Бористенов син и краљ Тауриде, коме је Артемида довела Ифигенију када је требало да буде жртвована, а кога је убио Хрис.[3] Према неким изворима, овај Тоант се често поистовећује са претходним, краљем Лемна.[5] Он је прихватио Ифигенију, заједно са сународницима као врховну свештеницу њене спаситељке Артемиде, која се грозила жртвовања људи које се тамо практиковало, али је побожно поштовала вољу богиње. Орест и Пилад су били убеђени да је она убијена и када су стигли у Тауриду на својој лађи, решили су да преноће у једној пећини крај мора. Тамо их је затекао богобојажљиви чувар стоке и од њих помислио да су Диоскури или неки други бесмртници и паде на колена пред њима. То је код Ореста изазвало некакво лудило и он је почео да муче и завија, а од стада му се учинило да су ериније и излетео је из пећине да их савлада мачем. Чувар стоке је тада схватио да је погрешио и обојицу их је савладао и Тоант је наредио да се одмах жртвују у храму. Припреми обреда је наравно, присуствовала Ифигенија и Орест и она су се препознали. Она је тада скинула слику богиње како би му је предала, али је у том тренутку дошао Тоант, нестрпљив јер су припреме текле споро. Лукава Ифигенија му је тада испричала да је добила пророчанска наређења од слике. Према њеним речима, богиња је била незадовољна жртвом, јер су наводно, њих двојица били недостојни; један матероубица, а други који му је помогао у том злочину. Зато је захтевала да их прво очисти од тог злочина, те да када их буде водила на место где ће извршити тај обред сви становници остану у кућама да не би дошло до новог скрнављења. Затражила је и да након њиховог одласка, људи покривених глава очисте храм. Тоант је био задивљен њеном мудрошћу и чак је сам остао у храму како би га очистио. Међутим, Тауриђани су открили превару, јер су се Ифигенија, Орест и Пилад, са сликом коју су украли, укрцали на брод са очигледном намером да побегну. Покушали су да их зауставе, али без успеха. Додуше, изненадна бура је запретила да ће вратити брод на стеновиту обалу, али је Посејдон, на Атенин захтев, смирио море. Лађа је стигла до Сминта, где је боравио Хрис. Пошто је он био Орестов и Ифигенијин полубрат, убио је Тоанта који је пошао у потеру за бегунцима. Према другој причи, богиња Атена га је ласкањима убедила да одустане од потере и чак пусти Ифигенијине робиње.[1]

- Аполодор је навео Тоанта као једног од Пенелопиних просилаца из Дулихијума.[7]

- Према Хесиодовој теогонији, један од гиганата, кога су у борби против богова убиле мојре бронзаним или месинганим тучковима. О њему је писао и Аполодор.[8]

- У Вергилијевој „Енејиди“, један од Енејиних пратилаца у Италији кога је убио Халес.[2]

- У Хомеровој „Илијади“, Тројанац кога је убио Менелај.[9]

- Према Паусанији, краљ Коринта, који је наследио свог оца Орнитиона (или Орнита[3]), а кога је наследио његов син Дамофонт.[2]

- Син Јасона и Хипсипиле који је учествовао у трци кочија поводом посмртних игара у част Офелта.[2]

- Један од бранилаца Тебе у борби „седморице против Тебе“, кога је убио Тидеј.[2]

- Према Плутарху, човек из Атине, брат Еунеја и Солоида[2] (или Солоона[1]). Када се њихов брат Солоид убио, његов пријатељ Тезеј се јако ражалостио. Пошто му је пророчиште у Делфима дало савет да када год се ражалости у туђини оснује град и остави неке од својих другова да управљају њиме, он је основао град Питопољ у част Аполона Питијског и ту оставио Еунеја, Тоанта и једног племића Херма.[1]